# کمان همال

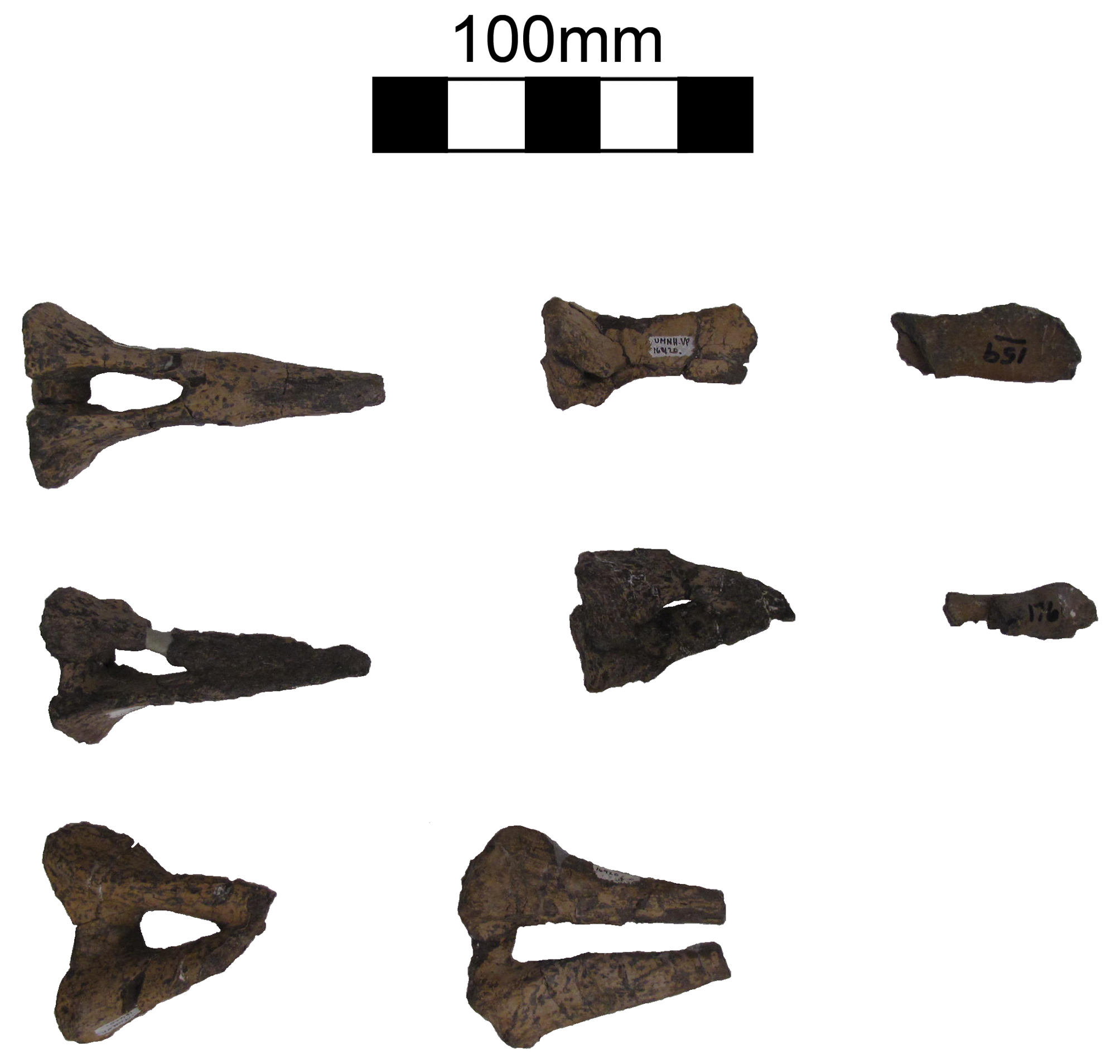
کمان‌های همال در نوترونیکوس

کمان هِمال یا کمان خونی (به انگلیسی: Haemal arch) که به نام شِورون (chevron) نیز شناخته می‌شود، کمانی استخوانی در سمت شکمی مهره دم مهره‌داران است. کانالی که از فضای بین کمان و بدنه مهره تشکیل می‌شود، کانال همال است. یک فرایند شکمی خاردار که از کمان همال بیرون می‌آید، خار همال نامیده می‌شود.
رگ‌های خونی به سوی دم و از طریق کمان عبور می‌کنند. در خزندگان، ماهیچه caudofemoralis longus، یکی از ماهیچه‌های اصلی درگیر در حرکت، به کناره‌های جانبی کمان‌های همال متصل می‌شود.